# Syed Firdaus Hassan
Syed Firdaus Hassan (* 30. Mai 1998 in Singapur) ist ein singapurischer Fußballspieler.

## Karriere
Syed Firdaus Hassan erlernte das Fußballspielen in der Jugendmannschaft der National Football Academy sowie in der Juniorenmannschaft von Home United. Seinen ersten Vertrag unterschrieb er am 1. Januar 2018 bei den Young Lions. Die Young Lions sind eine U23-Mannschaft, die 2002 gegründet wurde. In der Elf spielen U23-Nationalspieler und auch Perspektivspieler. Ihnen soll die Möglichkeit gegeben werden, Spielpraxis in der ersten Liga, der Singapore Premier League, zu sammeln. Für die Lions bestritt er insgesamt 26 Erstligaspiele. Nach der Saison 2019 wurde sein Vertrag nicht verlängert. Vom 1. Januar 2020 bis Anfang Februar 2022 war er vertrags- und vereinslos. Am 6. Februar 2022 verpflichtete ihn der Erstligist Tampines Rovers. Im Januar 2024 wechselte er auf Leihbasis zum ebenfalls in der ersten Liga spielenden Albirex Niigata (Singapur). Der Verein ist ein Ableger des japanischen Klubs Albirex Niigata.